# Sokratis Lagoudakis
Sokratis Lagoudakis (Grieks: Σωκράτης Λαγουδάκης) (Kreta, 1861 - Alexandrië, 3 juni 1944) was een Griekse langeafstandsloper, die deelnam aan eerste moderne Olympische Spelen in 1896 in Athene. Lagoudakis was een van de zeventien atleten aan de start van de marathonrace. Hij eindigde als laatste van de negen atleten die de race afrondden.
Lagoudakis, die arts was van beroep, had in 1889 aan het front gevochten in de Kretensische oorlog en was acht jaar later als officier-medicus betrokken in de Grieks-Turkse oorlog van 1897.
Sokratis Lagoudakis emigreerde nadien naar Egypte om lepra te bestrijden. Hij infecteerde zichzelf om zo de ziekte beter kunnen bestuderen. Hij stond bekend als de man die nooit handen schudde. Hij stierf aan de ziekte die hij probeerde te genezen op de leeftijd van 82 jaar.

## Palmares

### marathon
- 1896: 9e OS - ong. 4 uur (geen exacte eindtijd bekend)[3]